# Jadikarya
Jadikarya is een bestuurslaag in het regentschap Ciamis van de provincie West-Java, Indonesië. Jadikarya telt 2579 inwoners (volkstelling 2010).